# Les Héritiers de la terre
La Cathédrale de la mer
Les Héritiers de la terre (Los herederos de la tierra) est une série télévisée espagnole de 2022 adaptée du roman éponyme de Ildefonso Falcones. Située à Barcelone au XIVe siècle, c'est la suite de la série La Cathédrale de la Mer diffusée en 2018. La série a été diffusée pour la première fois sur Netflix le 15 avril 2022, suivie d'une diffusion sur Atresmedia et Televisió de Catalunya.

## Synopsis
Se déroulant à Barcelone au XIVe siècle, l'intrigue suit l'histoire d'Hugo Llor, un garçon de 12 ans qui rêve de devenir constructeur de navires. Sa vie n'est pas facile et il est bientôt contraint de se séparer de sa famille, mais il obtient le soutien et la protection d'un vieil homme respecté, Arnau Estanyol.

## Distribution
- Yon González (VF : Julien Allouf) : Hugo Llor[1],[2]
  - David Solans (VF : Baptiste Mège) : Hugo Llor (jeune)[1],[2]
- Marta Belaustegui| (VF : Sandrine Moaligou) : Antonina, la mère d'Hugo
- Bruna Cusí (VF : Diane Kristanek) : Arsenda / Beatriz, la sœur d'Hugo et future abbesse du monastère de Bonrepòs[2]
- María Rodríguez Soto (VF : Caroline Pascal) : Regina Vilanova, première épouse d'Hugo[2]
- Elena Rivera (VF : Anaïs Delva) : Caterina Llor, deuxième épouse d'Hugo[2]
- Aria Bedmar (VF : Valérie Bescht) : Mercè, la fille adoptive d'Hugo et la fille biologique d'Arsenda[3]
  - Ana García : Mercè (enfant)
- Mercedes León (VF : Coco Noël) : Barcha, l'esclave et gouvernante maure d'Hugo[2]
- Biel Montoro : Pedro, l'employé d'Hugo à la taverne
- Pere Brasó : gantier, l'employeur d'Antonina
- Joan Carles Bestard : tonnelier de Sitges, deuxième mari d'Antonina
- Rodolfo Sancho (VF : Adrien Antoine) : Bernat Estanyol, corsaire[2]
  - Arturo Sancho (VF : Clément Moreau) : Bernat Estanyol (jeune)
- Michelle Jenner (VF : Audrey Sablé) : Mar Estanyol, la mère de Bernat[2]
- Aitor Luna (VF : Franck Lorrain) : Arnau Estanyol, père de Bernat et ancien consul de la mer[2]
- Jesús Carroza (VF : Mario Bastelica) : Guerao, le bras droit de Bernat
- Natalia Sánchez (VF : Sandra Valentin) : Marta Destorrent, la deuxième femme de Bernat[2]
- Pedro Casablanc : Galcerán Destorrent, le père de Marta[2]
- Críspulo Cabezas : Genís Puig, comte de Navarcles[2]
- Anna Moliner : Margarida Puig, la sœur de Genís
- Pere Arquillué (VF : Bruno Magne) : Roger Puig, le neveu de Genís[2]
- Clàudia Cos (VF : Aude Saintier) : Anna, l'épouse de Roger
- Claudia Longarte : la sœur de Roger
- Manel Sans (VF : Boris Rehlinger) : Mateo, capitaine de la garde des Puig[2]
- Joan Bentallé : Tomeu, garde des Puig
- Fermí Herrero (VF : Michel Mella) : Esteve, majordome des Puig
- Nancho Novo (VF : Cyrille Monge) : Jucef Crescas, usurier juif et ami d'Arnau[2]
- Clara Segura : Astruga, médecin juive et femme de Jucef[2]
- Gabriela Andrada (VF : Claire Baradat) : Dolça Crescas, la fille de Jucef, amie de Regina et amante d'Hugo[2]
- Abel Folk (VF : Bernard Allouf) : Mahir, maître vigneron juif et frère d'Astruga[2]
- Fermí Reixach : le vieux Saúl, père d'Astruga et grand-père de Dolça et Saul
- Arnau Alsina Coll : Saul, cousin germain et fiancé de Dolça
- Màrius Hernández : Mosé Vives, médecin juif et premier mari de Regina
- Laia Fontàn : une amie de Dolça
- Pol López : Perro Calvo, voleur et instigateur du pogrom[2]
- Fernando Albizu (VF : Jean-François Aupied) : Navarro, maître constructeur naval[2]
- Ettore Colombo : Domenico, un prisonnier gênois travaillant sur le chantier naval
- Jordi Aguilar : Cesc, un ancien docker
- Marta Rodrigo : Eulalia, la fiancée d'Hugo
- Sergio Caballero (VF : Loïc Houdré) : Jofré, tavernier et père d'Eulalia
- Míriam Alamany : Valença, la mère d'Eulalia
- Jordi Banacolocha : Père Pau, un prêtre de Santa Maria del Mar
- Rosana Pastor (VF : Valérie Nosrée) : abbesse du monastère de Jonqueres[2]
- Mariona Perrier : Madre Juana, une none du monastère de Jonqueres
- Maite Gil : Teresa, une nonne
- Sergi Mateu (VF : Mathieu Buscatto) : l’évêque
- Oscar Foronda : l'officier de l’évêque
- Lolo Herrero : le roi Jean Ier d'Aragon
- Manuel Gancedo (VF : Xavier Fagnon) : le roi Martin Ier d'Aragon, frère de Jean
- Clara Oliver : Marguerite de Prades, deuxième épouse du roi Martin
- David Vert : le roi Alphonse V d'Aragon, petit-neveu de Martin
- Laura Conejero : Marie de Castille, épouse du roi Alphonse
- José Luis Cartes : l'intendant de Marie de Castille
- Babou Cham : Omar, un esclave affranchi
- Pedro Moya : un marchand d'esclaves
- Nora Sala-Patau : Helena, une esclave grec
- Mariano Nguema : l'esclave maure de Caterina
- Kwame Ondo : un esclave herboriste maure
- Ferran Herrera : le seigneur de Rocafort
- Txema Lorente : le médecin royal
- Edgar Moreno : un officier à Constantinople
- Jordi Plan : un viguier
- Francesc Galceran : le bailli
- Gal Soler : le notaire de mariage
- Daniel Aguilar : un fêtard
- Lluís Marco : l'avocat d’Hugo et de Mercè
- Christian Caner : Mateu

## Production et diffusion

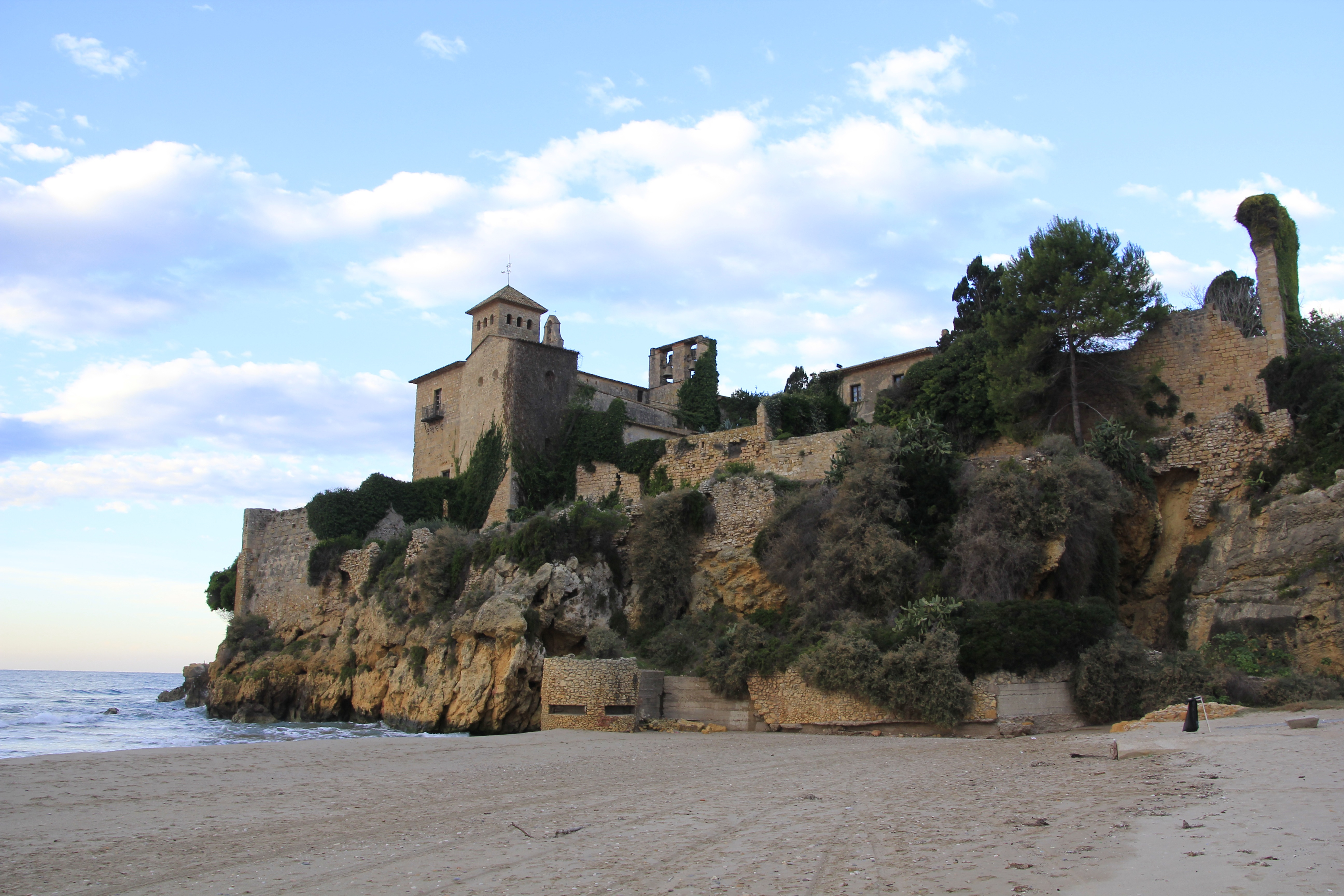
La plage de Tamarit a servi de lieu de tournage.

Les Héritiers de la terre est adaptée du roman Los herederos de la tierra (es) de Ildefonso Falcones, publié par Grijalbo en 2016. Suite de La Cathédrale de la mer, Les Héritiers de la terre est réalisé par Jordi Frades, qui était également le réalisateur de la précédente série,. Produit par Diagonal TV, le tournage a commencé à Barcelone en novembre 2020,. Les lieux de tournage comprenaient également le château d'Hostalric, situé en province de Gérone ainsi que la plage de Tamarit dans la province de Tarragone. La série devait être diffusée en exclusivité sur Netflix pendant une période initiale de 12 mois, suivie d'une période de 3 mois sur Atresmedia et Televisió de Catalunya.
La série a été diffusée pour la première fois sur Netflix le 15 avril 2022.

## Épisodes
1. Le destin (Destino)
2. La pénitence (Penitencia)
3. Représailles (Talión)
4. Blessure (Herida)
5. Esclaves (Esclavos)
6. Beatriz (Beatriz)
7. Poison (Veneno)
8. Rédemption (Redención)